# Quentin Elias
Quentin Elias (Mende, Lozère, 10 de maig de 1974 - Nova York 25 de febrer de 2014) va ser un cantant, model i actor porno francès, és conegut per haver estat el líder del grup francès Alliage.
D'origen algerià, va néixer a Mende i es va criar a Marsella. Viatja a París, on ha de viure al carrer amb Steven Gunnell amb qui formarà el grup Alliage el 1996, un quartet de nois que aconsegueixen l'èxit. Quentin Elias abandonà el grup el 1999.
Un període de travessia del desert l'obliga a exercir algunes petites feines: vendre kebats, cambrer al bar gai "Le Trap", etc. Continua la seva carrera en solitari, però només treu dos singles el 2002 (Always The Last To Say Goodbye) i el 2005. Als Estats Units va treure al mercat un àlbum, Serve It Up, produït per Junior Vasquez.
També treballa com a model, sobretot per a la marca de roba interior Nikos.
El 2008, Quentin Elias comença a fer pel·lícules pornogràfiques per a la companyia de pornografia gai RandyBlue, sota el nom de Q. També treballa d'escort boy.

## Discografia

### Amb Alliage
Àlbums
- 1997 - Alliage, l'album
- 1998 - Musics

Senzills
- 1996 - Baïla
- 1997 - Lucy
- 1997 - Le temps qui court
- 1997 - Te garder près de moi (amb Boyzone)
- 1998 - Je sais
- 1998 - Cruel Summer (amb Ace of Base)
- 1998 - Je l'aime à mourir

### En solitari
Àlbums
- 2006 - What If I?
- 2010 - Love Confusion: The Singles
- 2010 - Quentin Elias: Remixed (remixes by Flash Sanchez featuring Quentin Elias)

Senzills
- 1999 - Laisse aller la musique
- 2002 - Always The Last To Say Goodbye
- 2006 - Serve It Up
- 2008 - Fever (DJ Version)
- 2008 - Always The Last To Say Goodbye 2008 (Flash's Love Confusion Mix)
- 2008 - Kamasutra
- 2009 - Shattered Dreams
- 2009 - Take Off
- 2009 - Casanova
- 2009 - For You
- 2010 - I Want Your Love (Flash's Love Confusion Remix Edit)
- 2010 - So Far
- 2010 - Give Me Some More
- 2011 - Cruel Summer (Flash Sanchez For The Boyz Drum and Synth Remix)
- 2011 - Cruel Summer (Alternate Dalyx Club Remix)
- 2011 - Rolling in the Deep
- 2013 - Diamonds (Extended Radio Version)
- 2013 - Je sais
- 2013 - Lucy
- 2013 - Why Did You Leave Me Now